# Disa draconis
Disa draconis es una especie de orquídea de hábito terrestre originaria de Sudáfrica.
Es una orquídea, perteneciente a la subtribu Disinae.

## Descripción
Esta es una planta con raíces tuberosas con pocas ramificaciones y tallo sin ramas , con hojas generalmente anuales, la inflorescencia también sin ramas, las flores con sépalo dorsal y pétalos oblongos y labelo sin espolón, la columna se encuentra sin apéndices prominentes y con dos polinias.
Se trata de una orquídea de tamaño grande, que prefiere el clima frío, es de hábito terrestre con hojas caulinas con revestimiento seco. Florece en una inflorescencia erecta, suelta a sub-corimbosa, de 60 cm de largo. La floración se produce en la primavera.

## Distribución y hábitat
Se encuentra en el sudoeste de la Provincia del Cabo en las laderas secas de las montañas entre la basura debajo de arbustos en alturas de 300 a 1200 metros.

## Taxonomía
Disa bracteata fue descrita por (L.f.) Sw. y publicado en Kongl. Vetenskaps Academiens Nya Handlingar 21: 211. 1800.
Etimología
Disa : el nombre de este género es una referencia a  Disa, la heroína de la mitología nórdica hecha por el botánico Carl Peter Thunberg.
bracteata: epíteto latino que significa "con brácteas".
Sinonimia
- Orchis draconis L.f. 1782;
- Satyrium draconis (L.f.) Thunb. 1794 [3][5][6]